# Galambod
Galambod (románul Porumbeni) falu Romániában, Maros megyében. Közigazgatásilag Mezőcsávás községhez tartozik.

## Fekvése
A falu a Galambod-patak völgyében, erdők koszorúzta dombvidéken 
fekszik Marosvásárhelytől 13 km-re északra.

## Nevének eredete
A falu a patakról kapta a nevét. A román név a magyar név tükörfordítása (román: porumbea = galamb).

## Története
1334-ben Galambud néven említik először. Régi temploma a Szurduk-dombon állott, a faluval együtt tatárok pusztították el. 
1910-ben 486 lakosából 293 magyar és 163 román volt. A trianoni békeszerződésig Maros-Torda vármegye Marosi felső járásához tartozott. 1992-ben 454 lakosából 247 magyar és 115 román volt.

## Látnivalók
- Dombtetőn álló református temploma a 13. században épült, a 14. században átalakították, az 1487-es évszámot viseli. 1822 és 1830 között átépítették, 1888-ban renoválták. Harangja a Pókakeresztúr felé eső Szurduk-dombon állott, a tatárok által elpusztított templomból került ide. 1989-ben új imaterem is épült.